# 3254 Bus
3254 Bus (1982 UM) là một tiểu hành tinh vành đai chính được phát hiện ngày 17 tháng 10 năm 1982 bởi Bowell, E. ở Flagstaff (AM). Nó đặt theo tên nhà thiên văn học Schelte J. Bus.